# Кодмен, Эрнест Амори
Эрнест Амори Кодмен (Ernest Amory Codman, 30 декабря 1869, Бостон, США - 23 ноября 1940, Понкапоаг, США) — американский хирург, внесший новаторский вклад в анестезиологию, радиологию, ортопедическую онкологию, операцию по поводу язвы двенадцатиперстной кишки, хирургию плечевого сустава, а также впервые организованное систематическое изучение результатов лечения.
Окончил Гарвардскую медицинскую школу в 1895 году и проходил интернатуру в Массачусетской больнице общего профиля в Бостоне, где и продолжил в дальнейшем хирургическую практику. Там же он организовал свои первые конференции по заболеваемости и смертности. Однако в 1914 году Массачусетская больница отказалась от своего плана оценки хирургических компетенций персонала, и он вынужден был основать свою собственную больницу (которую он назвал «госпиталем отдаленного результата»). С целью обоснования своей «теории отдаленных результатов» д-р Кодмен опубликовал результаты своей собственной больницы в работе по исследованию 5-летней эффективности госпитализации .
Д-р Кодмен являлся сторонником реформирования порядка оказания медицинской помощи и стал основателем подхода по управлению результатами лечения пациентов . Он был первым американским врачом, который внедрил систематический обзор результатов реабилитации пациентов . Наблюдение проводилось с помощью специальных «карточек конечных результатов», которые содержали основные сведения о каждом пациенте, а также диагноз, назначения, и результаты каждого случая. Каждый такой пациент наблюдался не менее одного года, что позволяло выявлять долгосрочные результаты лечения.